# Valga (stad in Estland)
Valga is een stad in Estland met 12.173 inwoners (2024), gelegen aan de grens met Letland. Het is de hoofdstad van de provincie Valgamaa en de gemeente Valga. Valga vormt samen met Valka in Letland een gedeelde stad, de grens tussen Estland en Letland loopt dwars door het stadje heen, al is het Estische Valga ruim twee keer zo groot.
Tot in oktober 2017 was Valga een stadsgemeente. In die maand werd de stadsgemeente samengevoegd met de landgemeenten Karula, Õru, Taheva en Tõlliste. Sindsdien is de gemeente Valga een landgemeente.

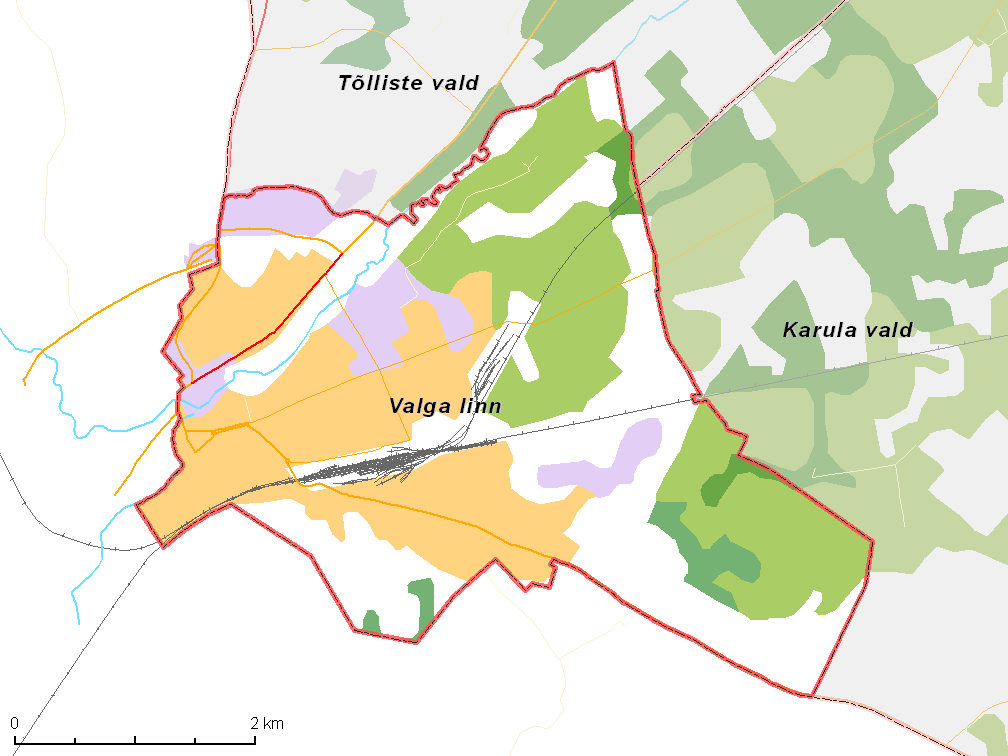
De gemeente met omliggende gemeenten, situatie begin 2017

## Valga als grensstad
Gedurende meer dan vier eeuwen vormden Valga en Valka één stad onder de (Duitse) naam Walk. Toen Estland en Letland zich na de Eerste Wereldoorlog onafhankelijk maakten van Rusland, ontstond er een geschil tussen beide landen over waar de grens zou moeten lopen bij deze stad, waar Esten en Letten door elkaar woonden. Na internationale bemiddeling door de Britse kolonel S.G. Tallents werd op 1 juli 1920 de huidige grens vastgesteld. Tussen 1940 en 1991, toen zowel Estland als Letland bij de Sovjet-Unie waren ingelijfd, had de grens zijn betekenis grotendeels verloren. In 1991 verschenen er weer grensposten.
Tegenwoordig beslaat Valga een oppervlakte van 16,5 km² en heeft het ruim 12.000 inwoners (2019). Valka heeft een oppervlakte van 14,2 km² en telt ongeveer 5500 inwoners.
Bij Valga passeren dagelijks doorgaande internationale bussen en treinen de grens. De meeste bussen stoppen echter voor de grens, maar men kan te voet de grens oversteken bij een van de drie grensposten en aan de andere zijde op een lokale of regionale bus stappen.
Sinds de toetreding van Estland en Letland tot het Verdrag van Schengen in 2006 is de grens door deze gedeelde stad in ieder geval fysiek opgehouden te bestaan. De stad adverteert met de leus ‘One city, two countries’.

## Bevolking
De Esten vormen in Valga de grootste bevolkingsgroep (cijfers van 31 december 2021):
|            | aantal | percentage |
| ---------- | ------ | ---------- |
| Totaal     | 12.010 | 100,0%     |
| Esten      | 7.110  | 59,2%      |
| Russen     | 3.160  | 26,3%      |
| Letten     | 679    | 5,7%       |
| Oekraïners | 363    | 3,0%       |
| Wit-Russen | 159    | 1,3%       |
| Overig     | 539    | 4,5%       |

## Faciliteiten
In het station van Valga komen de spoorlijnen Tartu-Valga, Valga-Riga en Valga-Petsjory samen. Over de eerste twee rijden nog passagierstreinen; de laatste wordt alleen voor goederenvervoer gebruikt.
Valga heeft een multifunctioneel stadium, het Valga Keskstaadion, dat onder andere gebruikt wordt door de voetbalclub FC Warrior Valga.
De lutherse Sint-Janskerk is gebouwd naar een ontwerp van Christoph Haberland in 1816 en heeft als enige kerk in Estland een ovale vorm. Het orgel is gebouwd door Friedrich Ladegast. De orthodoxe Valga Issidori Peakirik (genoemd naar Isidor, een Russisch-orthodoxe martelaar uit de 15e eeuw) dateert uit 1898 en behoort toe aan de Estische Apostolisch-Orthodoxe Kerk.

## Geboren in Valga
- Kazimierz Swiatek (1914-2011), rooms-katholiek geestelijke

## Foto's

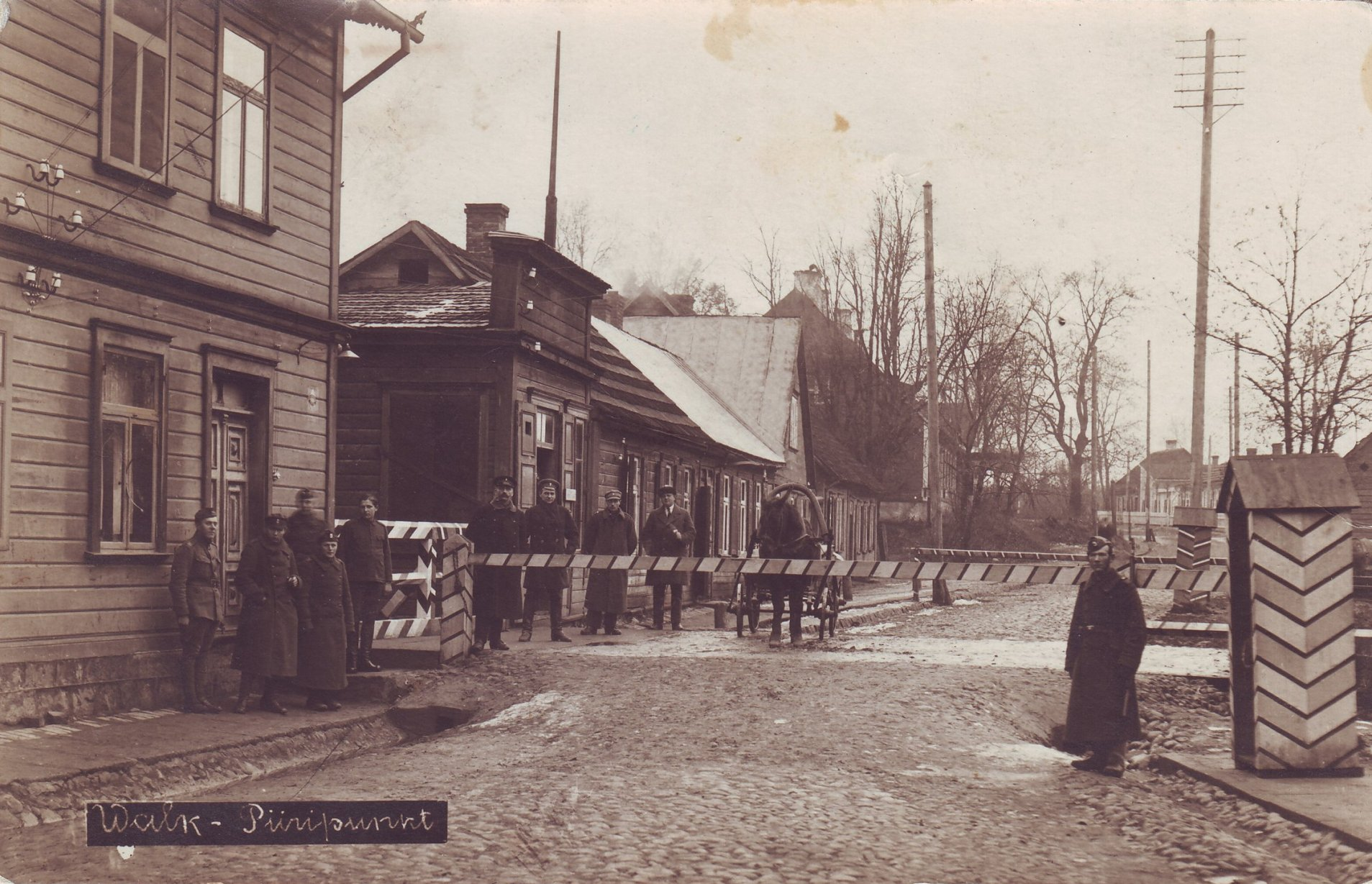
Grensovergang tussen Valga en Valka, ca. 1922
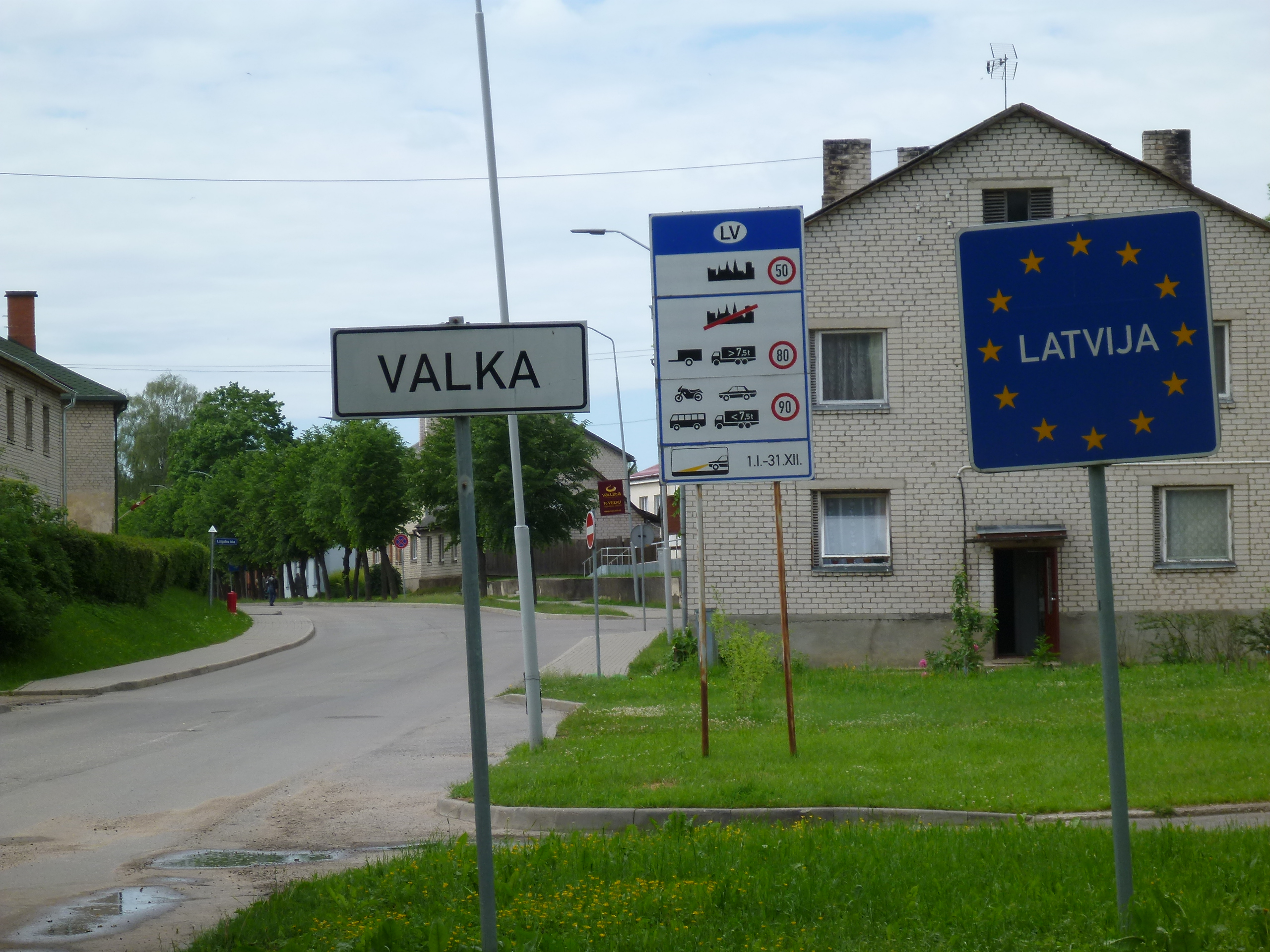
De grens met Letland in 2014
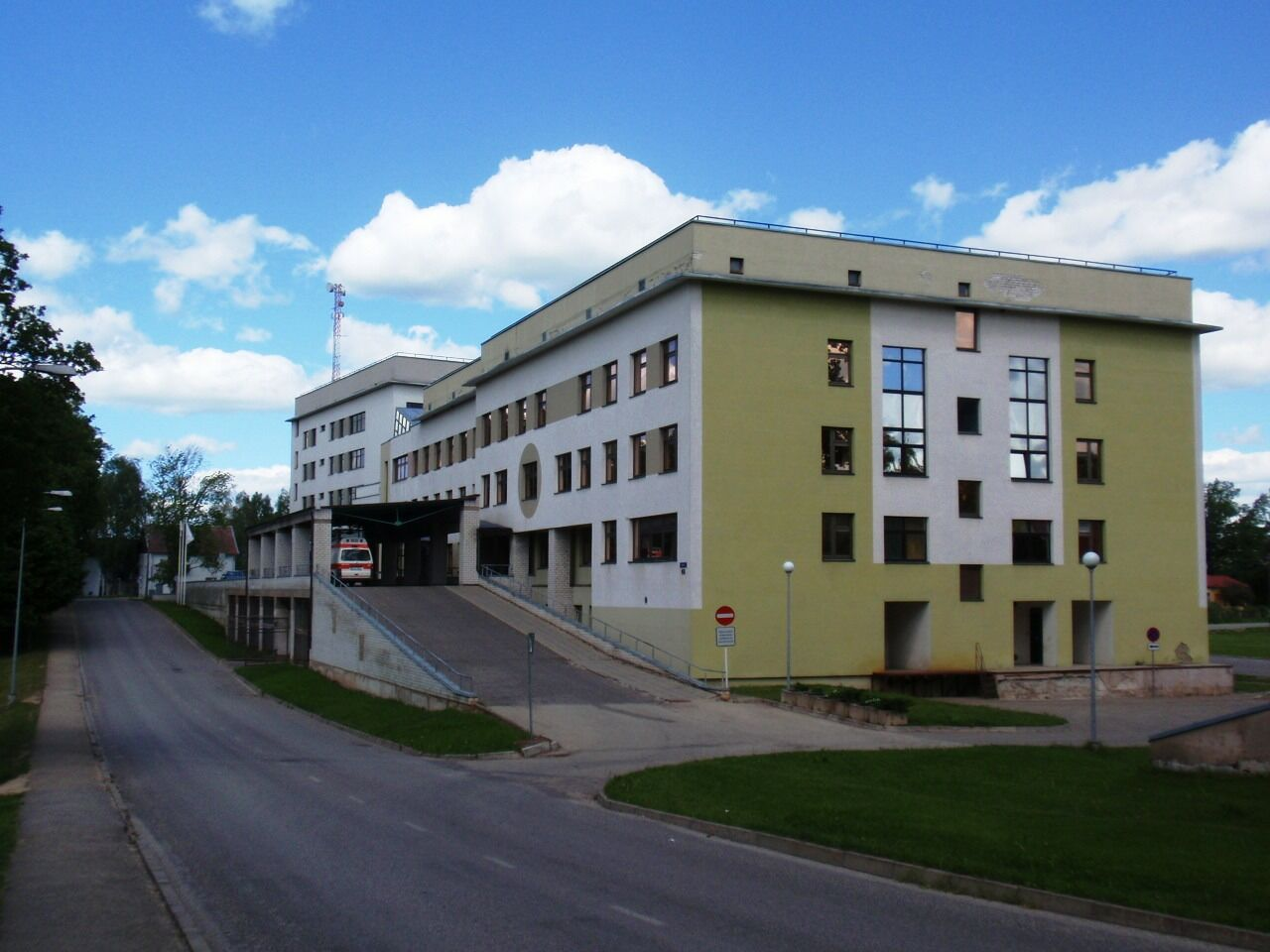
Ziekenhuis
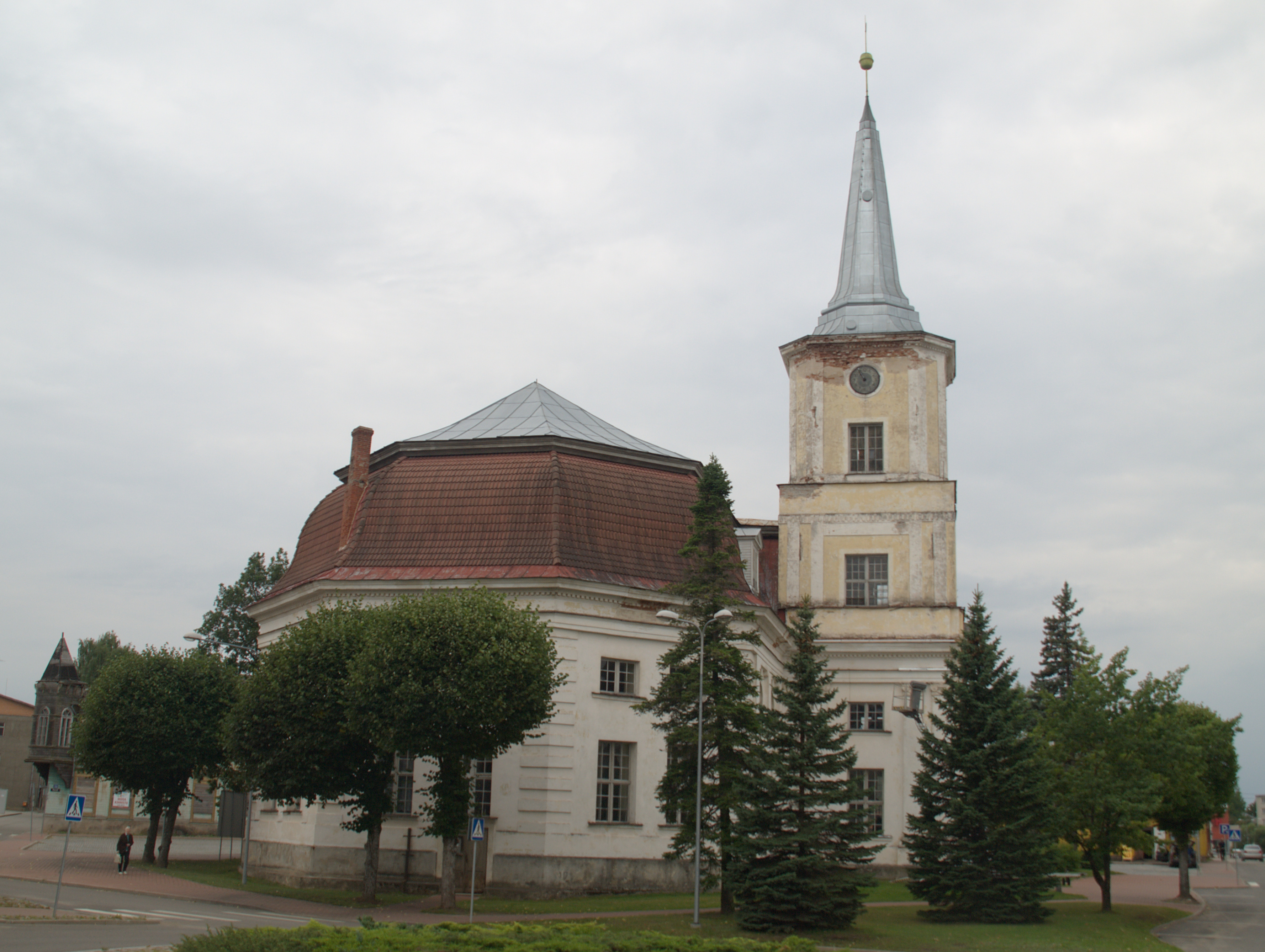
Sint-Janskerk
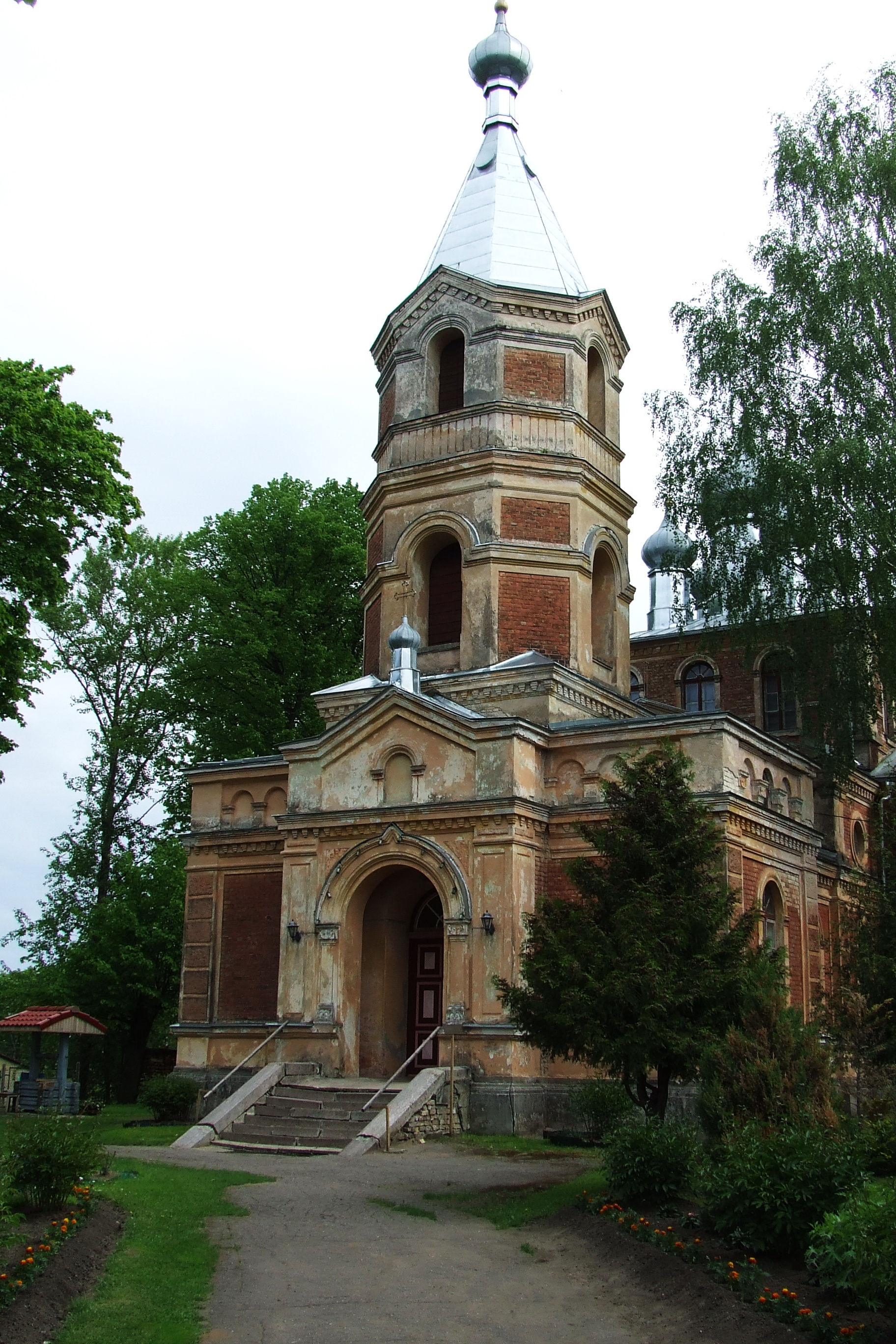
De Issidori Peakirik
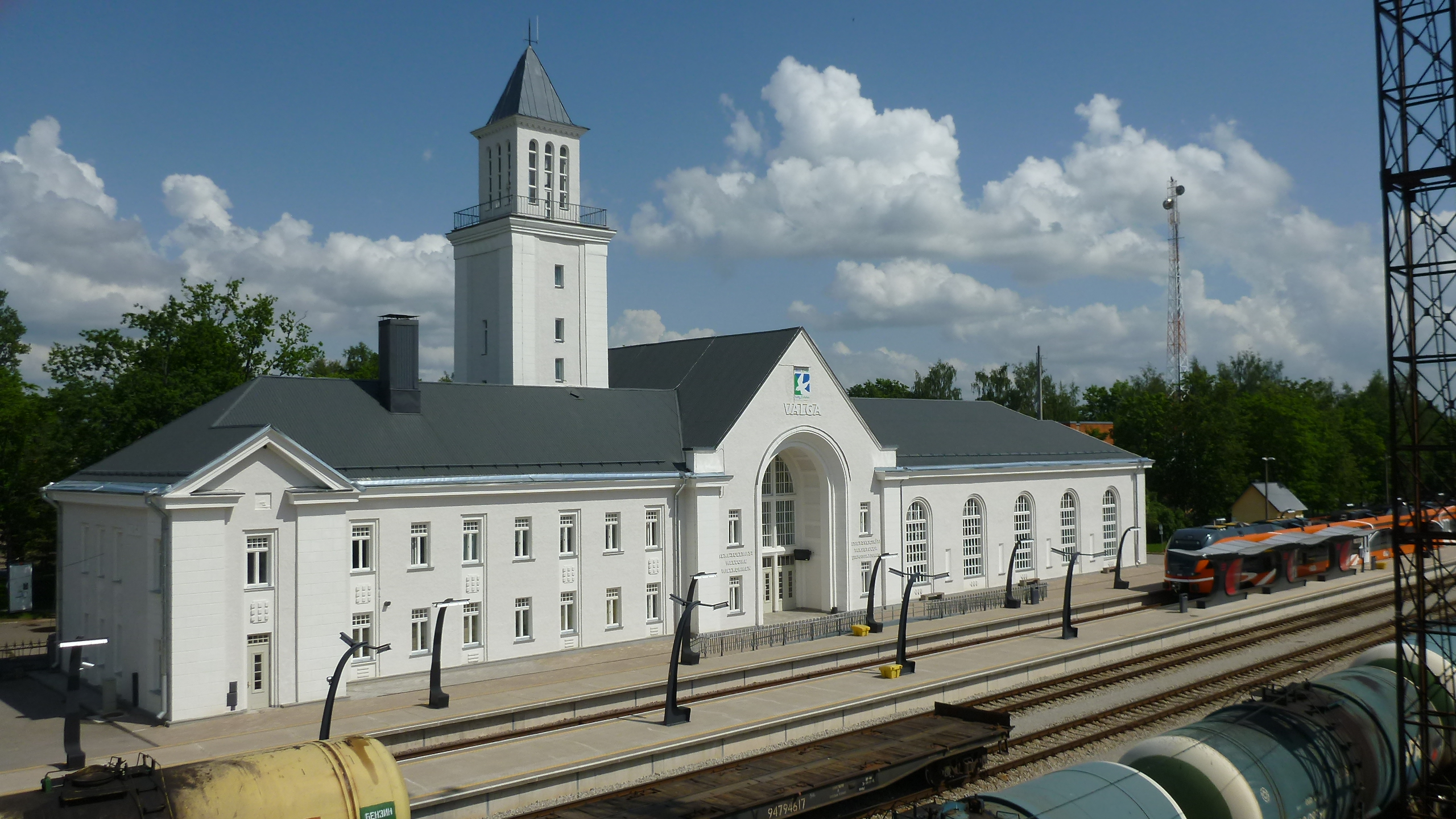
Station
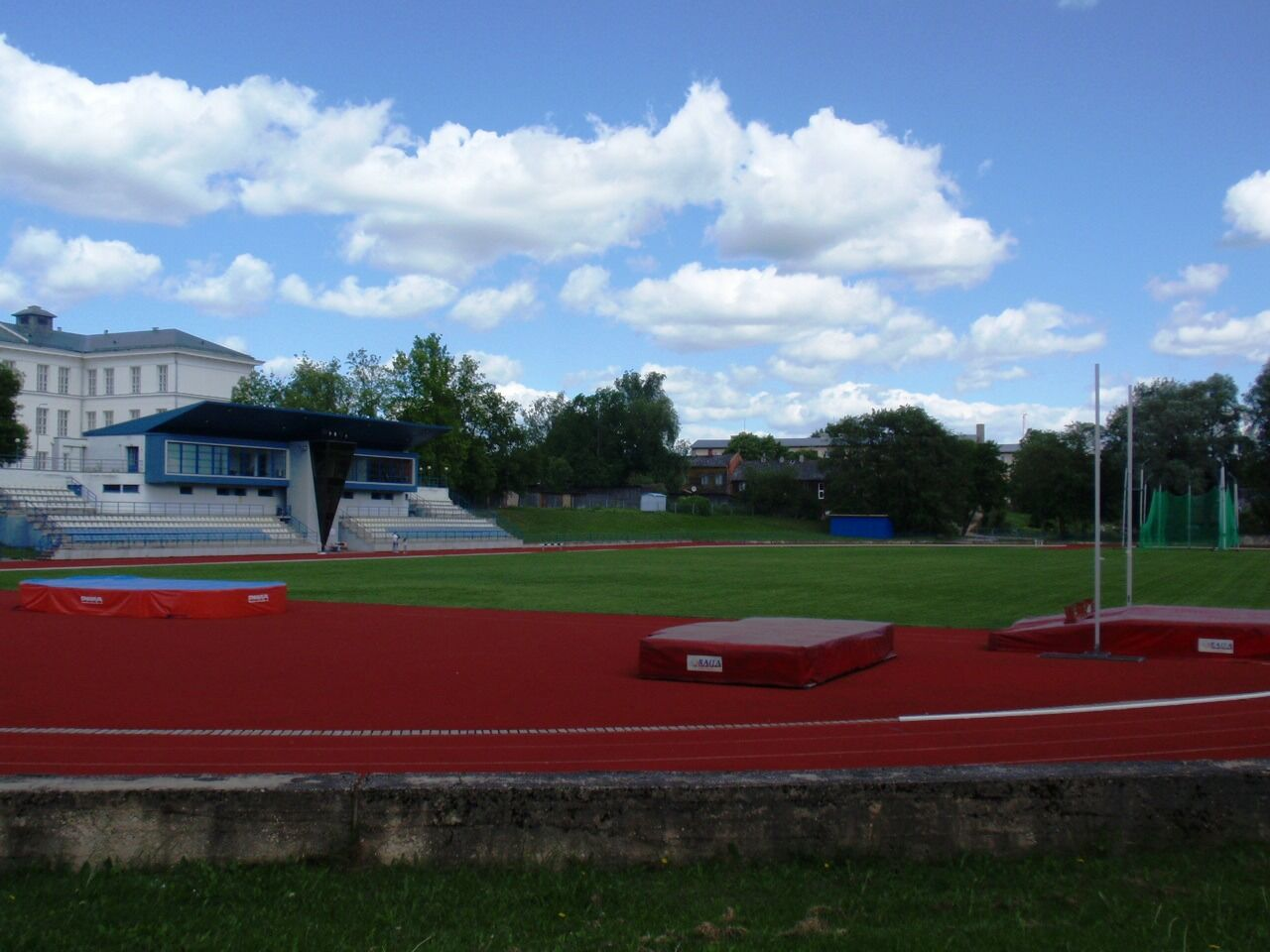
Valga Keskstaadion
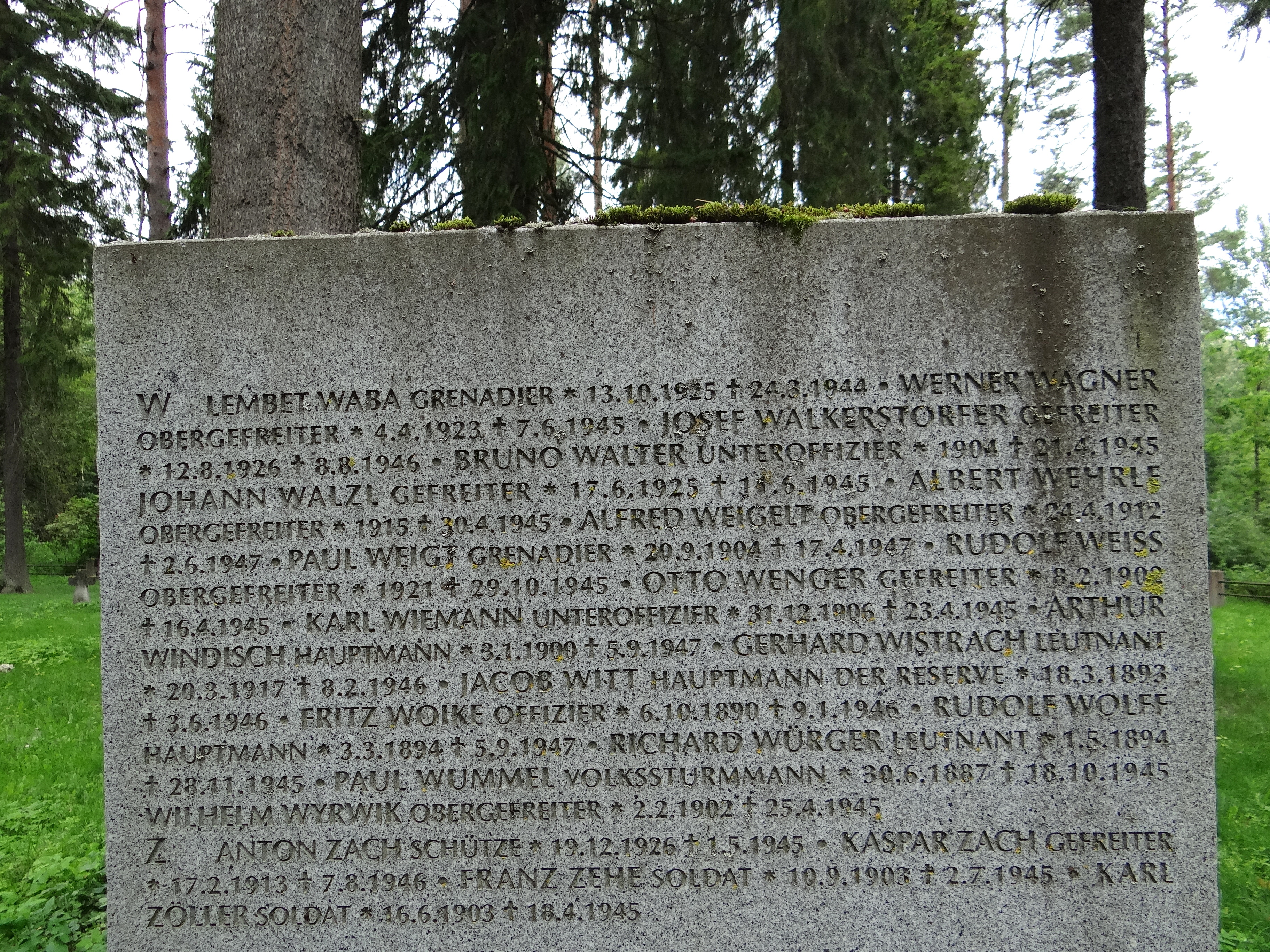
Begraafplaats voor Duitse krijgsgsvangenen na de Tweede Wereldoorlog

- Biblioteca Nacional de España: XX5069895
- Bibliothèque nationale de France: cb13562972h (data)
- Library of Congress Control Number: n80073477
- MusicBrainz: 7a9bfc73-3e23-495d-a504-b0f1c0ad674f
- Nationale Bibliotheek van Tsjechië: ge1136715
- Nationale Bibliotheek van Israël: 987007550202305171
- Système universitaire de documentation: 143718924
- Virtual International Authority File: 146578964